# 로잘린 투렉
로잘린 투렉 (Rosalyn Tureck, 1913년 12월 14일 – 2003년 7월 17일) 요한 제바스티안 바흐의 음악과 관련된 미국의 피아니스트이자 하프시코드 연주자였다.
로잘린 투렉은 미국 일리노이주 시카고에서 태어났다.
툴레이 고등학교에서 투렉은 훗날 노벨 문학상을 수상하게 될 작가 사울 벨로의 친구이자 동급생이었다. 두 사람은 수십 년 동안 연락을 유지했다.
그녀는 시카고에서 피아니스트이자 하프시코디스트인 개빈 윌리엄슨과 함께 음악 공부를 계속했다. 그녀는 후에 뉴욕 시에 있는 줄리아드 학교에서 공부했는데, 그곳에서 그녀의 선생님 중 한 명이 레온 테레민이었다. 그녀는 카네기 홀에서 테레민이 발명한 전자 악기를 연주하며 데뷔했다. 이후 그녀는 줄리아드 대학의 교사로 근무했다.